# وابامون (ألبرتا)
وابامون (بالإنجليزية: Wabamun, Alberta)‏ هي قرية تقع في كندا في ألبرتا. يقدر عدد سكانها بـ 661 نسمة ومساحتها 3.24 كم2 وترتفع عن سطح البحر 740 متر.